# Триграм
Триграм је састављен из три линије који су комбинација две основне линије принципа Јин и јанга из којих се рађају триграми Ђиен - Отац, и Кун - Мајка.
Један са другим они представљају небо и земљу - принцип апсолутног, а у комбинацији те две основне линије настају осталих шест триграма - синова и кћери, који се налазе у међусобном складу и нескладу.
Комбинација два триграма даје хексаграм Ји Ђинга - Књиге промена.

## Триграм 1 - 乾 -Небо
Триграм 1 се назива 乾 (Qian) - Ћиан - 天 „Небо“.

Триграм Небо има број 111, раздобље - Лето, особину - Креативност, фамилија је - 父 Отац

правац - (南) Југ, значење - Велика енергија, део тела - Глава, животиња - Коњ, елемент - Лингам. 

## Триграм 2 - 兌 -Језеро
Триграм 2 се назива 兌 (Dui) - Дуи - 澤 „Језеро“.

Триграм Језеро има број 110, раздобље - Пролеће, особину - Радост, фамилија је - 少女 Најмлађа кћерка

правац - (東南) Југоисток, значење - Уживање, део тела - Уста, животиња - Овца, елемент - Вода.

## Триграм 3 - 離 -Ватра
Триграм 3 се назива 離 (Li) - Ли - 火 „Ватра“.

Триграм Ватра има број 101, раздобље - Пролеће, особину - Оданост, фамилија је - 中女 Средња кћерка

правац - (東) Исток, значење - Нагли покрети, део тела - Око, животиња - Фазан, елемент - Сунце.

## Триграм 4 - 巽 -Ветар
Триграм 4 се назива 巽 (Xun) - Хун - 風 „Ветар“.

Триграм Ветар има број 011, раздобље - Лето, особину - Нежност, фамилија је - 長女 Најстарија кћерка

правац - (西南) Југозапад, значење - Лагано продирање, део тела - Бедро, животиња - Кокошка, елемент - Ваздух.

## Триграм 5 - 震 -Олуја
Триграм 5 се назива 震 (Zhen) - Шен - 雷 „Олуја“.

Триграм Олуја има број 100, раздобље - Зима, особину - Будност, фамилија је - 長男 Старији син

правац - (東北) Североисток, значење - Узбуђење, део тела - Ноге, животиња - Змај, елемент - Ватра.

## Триграм 6 - 坎 -Вода
Триграм 6 се назива 坎 (Kan) - Кан - 水 „Вода“.

Триграм Вода има број 010, раздобље - Зима, особину - Дубина, фамилија је - 中男 Средњи син

правац - (西) Запад, значење - Опасност, део тела - Уши, животиња - Свиња, елемент - Месец.

## Триграм 7 - 艮 -Планина
Триграм 7 се назива 艮 (Gen) - Ген - 山 „Планина“.

Триграм Планина има број 001, раздобље - Јесен, особину - Благост, фамилија је - 少男 Млађи син

правац - (西北) Северозапад, значење - Благонаклоност, део тела - Рука, животиња - Пас, елемент - Земља.

## Триграм 8 - 坤 -Земља
Триграм 8 се назива 坤 (Kun) - Кун - 地 „Земља“.

Триграм Земља има број 000, раздобље - Зима, особину - Пријемчивост, фамилија је - 母 Мајка

правац - (北) Север, значење - Значајна енергија, део тела - Стомак, животиња - Крава, елемент - Yoni.